# A Lifetime
A Lifetime er debutalbummet fra den dansk countrpopgruppe Hush. Albummet udkom den 23. august 2004.
Albummet modtog fire ud af seks stjerner i musikmagasinet GAFFA.

## Spor
1. "If You Go Breaking My Heart" - 3:55
2. "Say A Little Prayer" - 3:38
3. "That Don't Make It Right" - 3:35
4. "Lovestruck" - 3:39
5. "A Lifetime" - 4:13
6. "Sometimes" - 3:21
7. "Come To My Rescue" - 3:44
8. "To A Better Place2:54
9. "For How Long" - 4:20
10. "Why You Fly" - 3:35
11. "If I Was" - 3:37
12. "Drown" - 4:39